# چاه پنسر
چاه پنسر یک روستا در ایران است که در دهستان درح واقع شده‌است. چاه پنسر ۲۶۲ نفر جمعیت دارد.